# Natus Vincere (Dota 2)
Підрозділ української мультигеймінгової кіберспортивної організації Natus Vincere у грі Dota 2 (спочатку DotA Allstars) засновано в 2010 році. Команда є однією з найтитулованіших і успішних в історії змагальної Dota 2. Na'Vi є чемпіонами найпрестижнішого світового турніру The International 2011 (виграш — один мільйон доларів), фіналістами і срібними призерами The International 2012 і The International 2013, семиразовими чемпіонами турнірів StarLadder, дворазовими чемпіонами Electronic Sports World Cup, переможцями і володарями призових місць на турнірах різного рівня.

## Історія команди

### 2010—2014
У жовтні 2010 року було оголошено про створення складу у грі DotA, до якого увійшли найкращі українські гравці в цій дисципліні (Олександр «XBICT» Дашкевич, Андрій «Mag» Чипенко, Артур «Goblak» Костенко, Олександр «Deff» Степанюк та Богдан «Axypa» Бойчук). У грудні 2010 команду покинули Mag і Deff. Потім до колективу приєдналися українські гравці з команди DTS — Данило « Dendi» Ішутін та Іван «Artstyle» Антонов, який став капітаном нового складу. Після перемоги на ASUS Spring 2011, команду були змушені покинути Ахура і Goblak. Вони були замінені на російського гравця Дмитра «LightOfHeaven» Купріянова, за перехід якого організація заплатила $2000, і Клемента «Puppey» Іванова, одного з ветеранів європейської DotA.
У серпні 2011 року в рамках виставки GamesCom у Кельні було проведено перший світовий турнір по DotA 2 — The International 2011 із загальним призовим фондом $1 600 000. Na'Vi виграли турнір, перемігши у фіналі з рахунком 3:1 китайський колектив EHOME. Українці виграли $1 000 000. Таким чином, Natus Vincere стала найуспішнішою кіберспортивною організацією в світі із загальними призовими понад $ 1 300 000 з початку 2010 року. Згодом Народжені Перемагати неодноразово поверталися на The International. У фіналі The International 2012 п'ятірка, що складалася з Dendi, XBOCT, LighTofHeaven, Puppey і ARS-ART (Сергій Ревін) поступилася у фіналі китайському колективу Invictus Gaming. А найбільш драматичним став поєдинок NAVI і шведської п'ятірки Alliance в фіналі The International 2013 — цей матч по праву вважається одним з найяскравіших за весь час змагань з Dota 2. На той момент до складу Natus Vincere входили Dendi, XBOCT, Puppey, KuroKy (Куро Салехі Тахасомі) і Funn1k (Гліб Ліпатніков).
З початку липня 2014 року в команді з'явився тренер, ним став колишній гравець команд Natus Vincere і RoX. KIS — Артур «Goblak» Костенко (він тренував команду під час The International). Після невдачі на The International 2014 команду покинули два гравці — Клемент «Puppey» Іванов та Куро «KuroKy» Салехі Тахасомі. Новий склад був анонсований на турнірі MegaFon Battle Arena 25 серпня. KuroKy і Puppey були замінені на Артема «fng» Баршак та Івана «VANSKOR» Скорохода. Однак з цього моменту в команді почалися затяжні проблеми зі стабільним складом.
До кінця 2014 року Natus Vincere одержали безліч перемог і домоглися призових місць на турнірах найвищого рівня. Крім успішних виступів на The International, підрозділ з Dota 2 став семиразовим чемпіоном турнірів StarLadder, дворазовим чемпіоном Electronic Sports World Cup, переможцем DreamLeague Kickoff Season 2013, срібним призером Dreamhack 2011 Summer тощо.

### 2015 рік: початок Нової Ери
2015 рік приніс ряд чергових змін у складі колективу. Спочатку команду покинув Гліб «Funn1k» Ліпатніков, і було оголошено про перехід Олександра «DkPhobos» Кучера з команди ASUS. Polar. Однак новий склад протримався недовго, і керівництво організації ухвалило радикальне рішення про повернення в команду Івана Антонова (Artstyle), колишнього капітана Natus Vincere на переможному The International 2011, який пішов декількома місяцями раніше з Funn1k, а також підписання Акбара Бутаєва (SoNNeikO).
У новому складі команда почала показувати непогані результати, але поступилася в ряді вирішальних матчів на великих турнірах, через що організатори The International 2015 вирішили не включати Natus Vincere до числа колективів, які отримують пряме запрошення на участь в турнірі. Проте, Na'Vi тріумфально виграло європейський відбірковий турнір і завоювало місце в числі 16 найкращих команд, які виступають на головному турнірі року. На самому ж турнірі Na'Vi поділили 13-16-е місця, вибувши в першому раунді плей-офф.
Після цього проблеми зі складом відновилися з новою силою. Невдоволення з боку керівництва і відсутність серйозних успіхів призвело до відтоку Artstyle (який вже через місяць повернувся запасним гравцем), XBOCT і Funn1k, в складі Na'Vi на дуже нетривалий час виявляються Андрій «PSM» Дунаєв, Ільнур «Kudes» Хафизов, Євген «Sh4dowehhh» Алексєєв та Нікола «LeBronDota» Попович.
Через катастрофічну ситуацію зі складом і відсутністю задовільних результатів 16 жовтня керівництво організації ухвалило рішення закрити підрозділ з Dota 2, втім, вже через чотири дні це рішення змінилося. Було оголошено про початок «нової ери» команди і формуванні нового складу навколо Dendi і SoNNeikO.

### 2016—2017
Ненадовго ситуацію зі складом, до якого увійшли Dendi, SoNNeikO, Artsyle, а також Віктор «GeneraL» Нігріні та Дмитро «Ditya Ra» Миненков вдалося стабілізувати. У червні 2016 року Valve оголосило список команд, які отримали пряме запрошення на головний турнір року — The International 2016 . Незважаючи на те, що кількість запрошень скоротилося в порівнянні з попередніми сезонами, і було запрошено лише шість команд, Natus Vincere увійшла до їх числа. На самому турнірі Na'Vi знову, як і в попередньому році, поділили 13-16-е місця, вилетівши в першому раунді.
25 липня 2016 року Natus Vincere виграло перший за два роки титул, обігравши у фіналі другого сезону StarLadder i-League StarSeries команду Team Secret і завоювавши: 135 000 доларів . Але незабаром проблеми повернулися. 8 листопада 2016 року, після чергової поразки на The Boston Major 2016 і на тлі програного The International 2016, керівництво Na'Vi ухвалило рішення про виключення зі складу трьох гравців: Івана «Artstyle» Антонова, Акбара «SoNNeikO» Бутаєва та Дмитра «Ditya Ra» Міненкова. SoNNeikO і Ditya Ra приєднуються до Vega Squadron, Artstyle стає тренером Virtus. Pro. Також було оголошено, що новий склад буде будуватися навколо Dendi і GeneraL. З тих пір в команді знову починаються регулярні зміни складу, що не найкращим чином відбивалися на результатах. 29 грудня 2016 керівництво Na'Vi оголошує, що до Dendi і GeneraL приєднаються гравці з Європи: швед Пер Андерс Ульсон «Pajkatt» Ліллі (він також став капітаном і драфтером команди), німець Роман «rmN-» Палей і датчанин Мальті «Biver» Вінтер. Однак цього складу знову не судилося протриматися довго. 20 квітня 2017 року на офіційному сайті команди було оголошено про те, що Роман «rmN-» Палей залишає склад. Його місце зайняв Акбар «SoNNeikO» Бутаєв, вже знайомий всім колишній гравець команди. У липні того ж року пішли Pajkatt і Biver.
Після відходу європейців формується СНД-склад, до якого крім Dendi, GeneraL і SoNNeikO, увійшли гравець команди Team Empire Володимир «RodjeR» Нікогосян і молодий український гравець Владислав «Crystallize» Крістаньок. Новим тренером команди став легендарний гравець Na'VI Олександр «XBOCT» Дашкевич. Цей склад був дуже амбітним і, здавалося б, повинен був переривати довгу смугу невдач в історії Na'Vi. У листопаді 2017 року «чорно-жовті» виграли турнір «Adrenaline Cyber League» (що відноситься до major-турнірів), а також зайняли 3-е місце на турнірі «MDL Macau».

### 2018 рік
У лютому 2018 року склад знову зазнав змін — SoNNeikO вчергове залишив команду, а також було оголошено про заміну RodjeR на гравця колективу Virtus Pro Іллю «Lil» Іллюк. Місце Акбара Бутаєва зайняв сербський гравець Нікола «LeBron» Попович. Єдиним серйозним досягненням колективу стало 3-е місце на турнірі «GESC: Indonesia Dota2 Minor», однак цей успіх виявився, скоріше, випадковістю, ніж закономірністю.
14 травня 2018 року після низки невдалих виступів всього через неповних три місяці перебування в команді її покинув LeBron, чиє місце зайняв Федір «velheor» Русихін. У складі Dendi, General, Lil, Crystallize і Velheor команда підійшла до відбіркового турніру за право вийти на The International 2018. Кіберспортсменам потрібно було пройти дві стадії — «відкритих» і «закритих» кваліфікацій. Однак, незважаючи на успішний початок обох ігрових відбіркових днів, Na'Vi не змогли пробитися до числа найкращих команд СНД для боротьби в «закритих» кваліфікаціях. Після цього на команду і деяких її гравців посипалося безліч гнівних коментарів. Зокрема, багато претензій було до Dendi (на ці звинувачення Данило Ішутін був змушений відповідати великим постом). 22 червня CEO організації Євген Золотарьов оголосив про те, що до кінця літа весь склад з Dota 2 відправляється в «інактив» (тимчасово припиняє грати).
Новий склад Na'Vi оголосили 1 вересня 2018 року. Згодом, протягом декількох днів цей склад був уточнений . Євген Золотарьов оголосив про те, що нова команда буде будуватися навколо повернувся в команду Акбара «SoNNeikO» Бутаєва, а зі старого складу залишиться лише Владислав «Crystallize» Крістаньок. До SoNNeikO і Crystallize приєдналися колишній гравець Vega Squadron Євген «Blizzy» Рі, колишній гравець Team Empire Євген «Chuvash» Макаров, а мідлейнером команди став Ідан «MagicaL» Варданян, який раніше грав в команді з SoNNeikO. Відбулася заміна і на тренерському місточку — новим тренером став відомий у минулому гравець Natus Vincere Андрій «Mag» Чипенко.
У новому складі команда вперше за довгий час початку займати високі місця на турнірах — в жовтні 2018 року Na'Vi поділили 3-4-ті місця на онлайн-турнірі «Autumn Brawl», організованому студією аналітики Maincast, а 4 листопада 2018 року зайняли друге місце на минулому в Стокгольмі minor-турнірі DreamLeague Season 10 (поступившись в гранд-фіналі команді «Tigers» з рахунком 3-2). Попадання до фіналу турніру забезпечило Natus Vincere $ 70. 000 призових, а також 100 очок Dota Pro Circuit. 9 грудня Natus Vincere посіли друге місце на турнірі «MegaFon Winter Clash», що пройшов у Москві, поступившись в гранд-фіналі Team Liquid з рахунком 0: 3 . При цьому на шляху до фіналу Na'Vi переграли «грандів» світової Dota 2, в тому числі, неодноразових переможців major-турнірів Virtus.pro і віце-чемпіонів останнього The International PSG. LGD.
Проте, на The International 2018 команда не відібралася, зайнявши лише 5-е місце в «закритих» кваліфікаціях.

### 2019 рік
У квітні 2019 року після турніру ESL ONE MUMBAI 2019, на якому NA'VI посіли третє місце, в складі команди відбулися зміни — Євген «Chuvash» Макаров був переведений в інактив, а його місце зайняв Бакіт «Zayac» Емілжанов.
10 липня Na'Vi перемогли Winstrike з рахунком 3:0 в гранд-фіналі СНД-кваліфікацій і вперше за три роки після The International 2016 вийшли на The International 2019 . На самому турнірі команда показала непогані результати на груповому етапі (зокрема, обігравши Virtus.pro 2:0 і зігравши внічию з переможцями минулого The International OG), але в першому матчі плей-офф нижньої сітки Na'Vi поступилися команді Mineski і покинули турнір, поділивши 13-16-е місця і вигравши $ 505 000.
5 вересня було оголошено про заміну в складі — Євген «Blizzy» Рі був відправлений в інактив, а його місце зайняв Павло «9pasha» Хвастунов, що прийшов з Virtus. Pro. У новому складі команда здобула перемогу на турнірі WePlay! Reshuffle Madness 2019. 22 листопада новим гравцем команди став Ільяс «Illias» Ганєєв, який замінив Акбара «SoNNeikO» Бутаєва.

### 2020 рік
У лютому 2020 року, після того, як Na'Vi покинули турнір DreamLeague Season 13, капітан команди Бакіт «Zayac» Емілжанов абсолютно несподівано ухвалив у односторонньому порядку рішення покинути склад Na'Vi і приєднатися до Virtus.pro. За словами CEO Na'Vi Євгена Золотарьова, ця ситуація могла стати причиною зборів між керівниками кіберспортивних організацій СНД для обговорення питань, пов'язаних з проблемними моментами трансферів між командами.
Zayac був тимчасово замінений Семеном «CeMaTheSlayeR» Кривулею, який став гравцем основного складу з 19 березня. 17 травня Natus Vincere посіли друге місце на online-турнірі Gamers Without Borders 2020 року, поступившись в гранд-фіналі команді Team Secret з рахунком 0:3. 22 травня Семен Кривуля був замінений на Віталія «so bad» Ошманкевича, проте було зрозуміло, що більш серйозна ротація складу ще попереду. 15 червня 2020 року Natus Vincere, на своєму офіційному сайті, заявила, що пропустить турнір BEYOND EPIC від Epic Esports Events для Європи та СНД. Замість Natus Vincere візьме участь склад Данила Dendi Ішутіна. Керівництво B8 повідомило, що виступить таким самим складом, яким грали кваліфікації. 26 червня був представлений оновлений склад: до Crystallize, 9pasha і Illias приєдналися Микита «young G» Бочко, який раніше виступав за команди Nemiga і Winstrike Team (він замінив на позиції мідера MagicaL) і відомий за виступами за Gambit Gaming і Team Spirit Олександр «Immersion» Хмельовський, який змінив перебуваючого на випробувальному терміні so bad.
У вересні 2020 року на тлі низки невдалих виступів і гострої критики з боку фанатів організація ухвалила рішення провести серйозні зміни в Dota-підрозділі, відправивши в інактив (запас) виступаючих за команду з 2017 року Владислава «Crystallize» Кристанека, Павла «9pasha» Хвастунова і новобранця Микиту «young G» Бочка, а 22 вересня було оголошено про те, що організація Natus Vincere підпише склад колективу FlyToMoon, з яким буде працювати в випробувальному порядку на турнірі ESL One Germany 2020 року, крім того, з цим складом на випробувальний термін прийде і новий менеджер Сергій «AnahRoniX» Биковський. Разом зі складом FTM в Na'Vi повернулися вже виступаючі раніше за організацію Віктор «GeneRaL» Нігріні та Володимир «RodjeR» Нікогосян. На ESL One Germany Na'Vi вийшли до гранд-фіналу, в якому поступилися Team Liquid з рахунком 3-1, зайнявши 2 місце і вигравши 80 000$. 2020 рік закінчився для нового складу перемогою на турнірі OGA Dota Pit Season 4, в гранд-фіналі була з рахунком 3:0 переможена команда OG.

### 2021 рік
У березні — квітні 2021 року Na'Vi мали виступити на турнірі ONE Esports Singapore Major 2021, на який відібралися в лютому. Однак незадовго до початку турніру у двох гравців команди, ALWAYSWANNAFLY і Iceberg, був діагностований COVID-19. Спершу планувалося, що команда виступить на турнірі з замінами: Романом «RAMZES666» Кушнарьовим і тренером Андрієм «Mag» Чипенком, але 25 березня було оголошено, що команда пропустить турнір через юридичні труднощів з оформленням гравців, які контактували із зараженими. 4 квітня в організації оголосили, що склад покине Віктор «GeneRaL» Нігріні, його замінив Роман «RAMZES666» Кушнарьов, багаторазовий чемпіон Major-турнірів у складі команди Virtus. Pro. У новому складі команда розпочала виступ у другому сезоні Dota Pro Circuit. Ця перестановка в складі викликала резонанс у кіберспортивному співтоваристві, особливо, після того, як GeneRaL записав відео, в якому повідомив про існуючі між гравцями усними домовленостями про збереження поточного складу. Це викликало багато запитань і претензій до організації, через що гравці Na'Vi V-Tune і ALWAYSWANNAFLY, а також тренер Mag записали відео з офіційним коментарем про те, що заміну викликала важка ситуація в команді. Більш того, навіть головний менеджер організації змушений був вибачитися через ситуацією, що склалася. Незважаючи на оприлюднення клубом своєї позиції, до керівництва і гравців клубу залишилося багато претензій і звинувачень у зраді (втім, знайшлися і члени спільноти, що перейшли на бік клубу). Ситуація ускладнилася ще й тим, що GeneRaL покинув команду за день до закриття «трансферного вікна» і не зміг приєднатися до іншого колективу до початку нового DPC-сезону.
25 травня відбулася чергова зміна в складі. Його покинули Богдан «Iceberg» Василенко та Андрій «ALWAYSWANNAFLY» Бондаренко. Їх місця в команді зайняли досвідчений Мідер, багаторазовий переможець Major-турнірів у складі Virtus. Pro Володимир «No [o] ne» Міненко (колишній одноклубник раніше перейшов до команди RAMZES666, а також RodjER) і не менш досвідчений саппорт Акбар «SoNNeikO» Бутаєв, для якого ця поява в Na'Vi стало четвертою у кар'єрі. Втім, вже 15 липня SoNNeikO після провалу команди на відбірковому турнірі до The International 2021 знову покинув організацію. Результат команди за підсумками сезону була визнаний незадовільним, тому, як і в попередні роки, весь склад команди був переведений в інактив (запас). Крім того, було оголошено, що в організації з'явиться людина, яка буде цілком займатися Dota-напрямком в клубі. Також 6 серпня українська кіберспортивна організація Natus Vincere на своєму офіційному сайті анонсувала зміни у складі з Dota 2. Команду залишили Роман «RAMZES666» Кушнарьов, Володимир «RodjER» Нікогосян і тренер Андрій «Mag» Чипенко.
30 серпня був представлений новий склад, до якого увійшли Алік «V-Tune» Воробей, Володимир «No [o] ne» Міненко, Віктор «GeneRaL» НІГРІН, Ілля «ALOHADANCE» Коробкін та Олексій «Solo» Березін. Також в команді змінився менеджмент: генеральним менеджером і тренером команди став колишній гравець Na'Vi і тренер «золотого складу» Virtus.pro Іван «ArtStyle» Антонов, посаду менеджера зайняв Олександр «Lk-» Лемешов.
Турнірний організатор Epic Esports Events у Twitter повідомив про те, що HellRaisers відмовилися від участі в турнірі Dota 2 Champions League 2021 Season 6. Замість них у стадії плей-оф зіграє команда Natus Vincere.

## Склад

### Поточний склад[46]
| Активний склад (з 1 червня 2022): | Активний склад (з 1 червня 2022): | Активний склад (з 1 червня 2022): | Активний склад (з 1 червня 2022): |
| Прапор країни                     | Нік                               | Повне ім'я                        | Позиція                           |
| --------------------------------- | --------------------------------- | --------------------------------- | --------------------------------- |
| Україна                           | V-Tune                            | Алік Воробей                      | Керрі (1 позиція)                 |
| Україна                           | No[o]ne                           | Володимир Міненко                 | Мідлейнер (2 позиція)             |
| Україна                           | laise                             | Владислав Лайс                    | Оффлейнер (3 позиція)             |
| Росія                             | swedenstrong                      | Георгій Зайналабідов              | Саппорт 4 позиції                 |
| Росія                             | Solo                              | Олексій Березин                   | Саппорт 5 позиції                 |
| Інактив:                          |                                   |                                   |                                   |
| Росія                             | 9pasha                            | Павло Хвастунов                   | Оффлейнер                         |
| Керівництво підрозділу:           |                                   |                                   |                                   |
| Україна                           | ArtStyle                          | Іван Антонов                      | Генеральний менеджер та тренер    |
| Росія                             | Lk-                               | Олександр Лемешов                 | Менеджер                          |

### Колишні гравці
|            | Нік                  | Повне ім'я              | Позиція                                   | Період гри за команду |
| ---------- | -------------------- | ----------------------- | ----------------------------------------- | --- |
| Білорусь   | young G              | Микита Бочко            | Мідлейнер                                 | 26.06.2020 — 13.08.2021 (з 18.09.2020 по 13.08.2021 в інактиві)                                                                                                 |
| Росія      | RAMZES666            | Роман Кушнарьов         | Оффлейнер                                 | 04.04.2021 — 06.08.2021 (з 23.07.2021 по 06.08.2021 в інактиві)                                                                                                 |
| Україна    | Iceberg              | Богдан Василенко        | Мідлейнер                                 | 22.09.2020 — 25.05.2021 |
| Україна    | ALWAYSWANNAFLY       | Андрій Бондаренко       | Саппорт 5 позиції                         | 22.09.2020 — 25.05.2021 |
| Україна    | GeneRaL              | Віктор Нігріні          | Оффлейнер                                 | 23.02.2016 — 01.09.2018 22.09.2020 — 04.04.2021 с 4 квітня 2021 року знаходиться в інактиві команди                                                             |
| Росія      | Immersion            | Олександр Хмелевський   | Саппорт 4 позиції                         | 26.06.2020 — 11.02.2021 (з 22.09.2020 по 11.02.2021 в інактиві)                                                                                                 |
| Росія      | Illias               | Ільяс Ганеєв            | Саппорт 5 позиції                         | 22.11.2019 — 11.02.2021 (з 22.09.2020 по 11.02.2021 в інактиві)                                                                                                 |
| Україна    | Crystallize          | Владислав Кристанєк     | Керрі                                     | 04.09.2017 — 23.01.2021 (з 18.09.2020 по 23.01.2021 в інактиві)                                                                                                 |
| /          | MagicaL              | Ідан Варданян           | Мідлейнер                                 | 01.09.2018 — 26.06.2020 |
| Білорусь   | so bad               | Виталий Ошманкевич      | Саппорт 4 позиції (випробувальний термін) | 22.05.2020 — 26.06.2020 |
| Україна    | CeMaTheSlayeR        | Семен Кривуля           | Саппорт 4 позиції                         | 22.02.2019 — 22.05.2020 |
| Киргизстан | Zayac                | Бакит Емілжанов         | Саппорт 4 позиції                         | 24.04.2019 — 02.02.2020 |
| Росія      | SoNNeikO             | Акбар Бутаєв            | Саппорт 5 позиції                         | 05.04.2015 — 16.10.2015 20.10.2015 — 07.11.2016 20.04.2017 — 03.02.2018 01.09.2018 — 22.04.2020 (з 23.10.2019 по 22.04.2020 в інактиві) 25.05.2021 — 15.07.2021 |
| Киргизстан | Blizzy               | Євген Рі                | Оффлейнер                                 | 01.09.2018 — 25.08.2020 (з 05.09.2019 по 25.08.2020 в інактиві)                                                                                                 |
| Росія      | Chuvash              | Євген Макаров           | Саппорт 4 позиції                         | 07.09.2018 — 01.11.2019 (з 24.04.2019 по 01.11.2019 в інактиві)                                                                                                 |
| Україна    | Dendi                | Данил Ишутин            | Мідлейнер                                 | 25.12.2010 — 10.08.2019 (з 01.09.2018 по 10.08.2020 в інактиві)                                                                                                 |
| Україна    | Lil                  | Илья Ильюк              | Саппорт 4 позиції Саппорт 5 позиції       | 01.02.2018 — 01.09.2018 |
| Росія      | velheor              | Фёдор Русихин           | Саппорт 4 позиції                         | 14.05.2018 — 30.08.2018 |
| Сербія     | LeBronDota           | Никола Попович          | Саппорт 5 позиції                         | 08.12.2015 — 10.12.2016 05.02.2017 — 14.05.2017 |
| Росія      | RodjER               | Володимир Никогосян     | Саппорт 4 позиції                         | 04.09.2017 — 01.02.2018 22.09.2020 — 06.08.2021 (з 23.07.2021 по 06.08.2021 в інактиві)                                                                         |
| Швеція     | Pajkatt              | Пер Андерс Ольсон Лилле | Керрі                                     | 27.12.2016 — 31.07.2017 |
| Данія      | Biver                | Мальте Вінтер           | Саппорт 5 позиції                         | 27.12.2016 — 31.07.2017 |
| Німеччина  | rmN-                 | Роман Палєй             | Саппорт 4 позиції                         | 27.12.2016 — 20.04.2017 |
| Росія      | Ditya Ra             | Дмитро Міненков         | Керрі                                     | 07.12.2015 — 07.11.2016 |
| Україна    | ArtStyle             | Іван Антонов            | Саппорт 4 позиції Саппорт 5 позиції       | 25.12.2010 — 03.10.2011 05.04.2015 — 26.08.2015 02.09.2015 — 16.10.2015 (запасний) 08.12.2015 — 07.11.2016                                                      |
| Україна    | Sh4dowehhh           | Євген Алексеев          | Запасний гравець, саппорт                 | 08.12.2015 — 06.03.2016 |
| Росія      | Kudes                | Ільнур Хафізов          | Запасний гравець, саппорт                 | 02.09.2015 — 16.10.2015 (запасний) |
| Росія      | PSM                  | Андрій Дунаєв           | Запасний гравець, саппорт                 | 02.09.2015 — 16.10.2015 (запасний) |
| Україна    | Ax.Mo                | Дмитро Морозов          | Оффлейнер                                 | 08.12.2015 — 18.01.2016 |
| Україна    | XBOCT                | Олександр Дашкевич      | Керрі                                     | 22.10.2010 — 16.10.2015 |
| Україна    | Funn1k               | Гліб Ліпатніков         | Оффлейнер                                 | 26.02.2013 — 13.02.2015 05.04.2015 — 16.10.2015 |
| Росія      | VANSKOR              | Іван Скороход           | Саппорт 5 позиції                         | 25.08.2014 — 26.08.2015 |
| Україна    | DkPhobos             | Олександр Кучеря        | Оффлейнер                                 | 09.03.2015 — 05.04.2015 |
| Білорусь   | fng                  | Артем Баршак            | Саппорт 4 позиції                         | 25.08.2014 — 07.11.2014 |
| Україна    | Goblak               | Артур Костенко          | Саппорт 5 позиції Саппорт 4 позиції       | 22.10.2010 — 28.04.2011 01.11.2014 — 25.03.2015 |
| Естонія    | Puppey               | Клемент Іванов          | Саппорт 4 позиції Саппорт 5 позиції       | 17.06.2011 — 20.08.2014 |
| Німеччина  | KuroKy               | Куро Салехі Тахасомі    | Саппорт 4 позиції Саппорт 5 позиції       | 27.02.2013 — 18.08.2014 |
| Росія      | LighTofHeaveN (Lost) | Дмитро Куприянов        | Оффлейнер                                 | 17.06.2011 — 29.04.2013 |
| Росія      | Smile (ARS-ART)      | Сергій Ревін            | Саппорт 4 позиції Саппорт 5 позиції       | 29.11.2011 — 26.02.2013 |
| Україна    | Axyra                | Богдан Бойчук           | Саппорт 4 позиції                         | 22.10.2010 — 28.04.2011 |
| Україна    | Mag                  | Андрій Чипенко          | Оффлейнер                                 | 22.10.2010 — 23.12.2010 |
| Україна    | Deff                 | Олександр Степанюк      | Мідлейнер                                 | 22.10.2010 — 23.12.2010 |

### Колишні тренери
| Країна  | Нікнейм | Повне ім'я         | Період тренерства                              |
| ------- | ------- | ------------------ | ---------------------------------------------- |
| Україна | Mag     | Андрій Чипенко     | 07.09.2018 — 06.08.2021                        |
| Україна | XBOCT   | Олександр Дашкевич | 30.07.2017 — 01.09.2018                        |
| Україна | Goblak  | Артур Костенко     | Липень 2014 (на період The International 2014) |

### Natus Vincere US
3 червня 2014 року на офіційному сайті Natus Vincere було оголошено про відкриття другого (американського) складу з Dota 2 під назвою «Na'Vi.US». Na'Vi.US — це колишній склад North American Rejects (NAR), які виграли американську кваліфікацію The International 4 і The Summit. 5 грудня 2014 року склад був розформований.
Склад Na'Vi.US з червня по грудень 2014 року:
- Стівен «Korok» Ешворт
- ЖінгЖун «Sneyking» Ву
- Тіібан «1437» Сива
- Іоанніс «Fogged» Лукас
- Брекстон «Brax» Паульсон

### Natus Vincere Ladies
У червні 2013 року організація ухвалила рішення про створення жіночого DotA-складу під назвою Natus Vincere Ladies. По суті, команда створювалася заради участі в турнірі CGAMES Dota 2 Female Cup, який відбувся в липні 2013 року в Києві. У турнірі брали участь 5 команд, крім самих Na'Vi Ladies ними стали: Virtus Pro Ladies, CGAMES, Team 46 і Divine Winners. У всіх матчах, включаючи вирішальний проти VP Ladies, жіночий склад Na'Vi здобув перемогу і виграв турнір. Після цього Na'Vi Ladies на турнірах не виступали.
Склад Natus Vincere Ladies в червні-липні 2013 року:
- Анастасія «PerfectVoid» Дмитрієнко (капітан)
- Марія «Inverno» Гуніна
- Софія «Sofi» Романова
- Марія «MooNka» Малаховська
- Ксенія «Leayh» Базанова

Менеджером команди була Юлія «Kiska» Заєнчковська.

## Перемоги і призові місця на турнірах
У таблиці враховані тільки турніри, в яких команда займала місце в трійці найкращих (в деяких випадках, коли не було ігор за розмежування 3 і 4 місць, — в четвірці):
| Місце | Турнір                                           | Місце проведення LAN-фіналу | Дата проведення                    | Призові                              |
| 2010  | 2010                                             | 2010                        | 2010                               | 2010                                 |
| ----- | ------------------------------------------------ | --------------------------- | ---------------------------------- | ------------------------------------ |
| 3     | ASUS Cup Autumn 2010                             | Україна Київ                | 27 — 28 листопада 2010             | $700                                 |
| 2011  |                                                  |                             |                                    |                                      |
| 3     | ASUS Cup Winter 2011                             | Україна Київ                | 26 лютого 2011 року                | 20 000 рублів                        |
| 3     | Intel Challenge Supercup                         | Україна Київ                | 16 — 27 березня 2011               | $400                                 |
| 3     | OSPL Spring 2011                                 | Казахстан Алмата            | 19 березня — 3 квітня 2011         | $2 300                               |
| 1     | ASUS Spring 2011                                 | Україна Київ                | 29 травня 2011                     | 70 000 рублів                        |
| 1     | ASUS Summer 2011                                 | Україна Київ                | 13 — 14 серпня 2011                | 101 000 рублів                       |
| 1     | TECHLABS Cup Ukraine 2011                        | Україна Київ                | 18 — 19 вересня 2011               | $4 000                               |
| 1     | ASUS Cup 2011 — Final Battle of the Year: DotA   | Україна Київ                | 18 — 19 грудня 2011                | 50 000 рублів                        |
| 1     | The International 2011                           | Німеччина Кельн             | 17 — 21 серпня 2011 року           | $1 000 000                           |
| 1     | Electronic Sports World Cup 2011                 | Франція Париж               | 21 — 25 жовтня 2011                | $12 000                              |
| 2     | DotA 2 Star Championship                         | Україна Київ                | 8 — 11 грудня 2011                 | $5 000                               |
| 2012  |                                                  |                             |                                    |                                      |
| 1     | The Defense                                      | online                      | 13 листопада 2011 — 7 березня 2012 | 6 000 €                              |
| 1     | The Premier League                               | online                      | 4 січня — 13 березня 2012          | $5 000                               |
| 1     | TECHLABS Cup Russia 2012                         | Росія Москва                | 18 березня 2012                    | $3 000                               |
| 1     | SLTV StarSeries I                                | Україна Київ                | 28 — 30 квітня 2012                | $6 000                               |
| 2     | DreamHack Summer 2012                            | Швеція Єнчепінг             | 16 — 19 червня 2012                | $7 250                               |
| 1     | The Premier League 2                             | online                      | 17 квітня — 10 липня 2012          | $5 000                               |
| 1     | SLTV StarSeries II                               | Україна Київ                | 12 — 14 липня 2012                 | $6 000                               |
| 1     | joinDOTA Masters Special Edition                 | online                      | 13 — 15 серпня 2012                | 1 000 €                              |
| 2     | The International 2012                           | США Сіетл                   | 31 серпня — 2 вересня 2012         | $250 000                             |
| 1     | SLTV StarSeries III                              | Україна Київ                | 22 жовтня 2012                     | $6 000                               |
| 1     | GosuLeague Season 4                              | online                      | 2 — 31 жовтня 2012                 | $2 500                               |
| 1     | Electronic Sports World Cup 2012                 | Франція Париж               | 3 — 4 листопада 2012               | $12 000                              |
| 2     | joinDOTA Masters Special Edition № 2             | online                      | 7 — 9 листопада 2012               | нет                                  |
| 3     | ASUS Cup 2012 — Final Battle of the Year: DotA 2 | Україна Київ                | 13 — 16 грудня 2012                | $2 500                               |
| 1     | SLTV StarSeries IV                               | Україна Київ                | 13 листопада — 24 грудня 2012      | $8 000                               |
| 1     | GosuLeague Season 5                              | online                      | 10 листопада — 30 грудня 2012      | $2 500                               |
| 2013  |                                                  |                             |                                    |                                      |
| 1     | Bigpoint Battle March                            | online                      | 16 березня 2013                    | 1 500 €                              |
| 3     | TECHLABS Cup Russia 2013                         | Росія Москва                | 22 — 23 березня 2013               | $1 500                               |
| 1     | joinDOTA Masters XIII                            | online                      | 15 — 16 квітня 2013                | 1 500 €                              |
| 1     | RaidCall EMS One: Season 1                       | Польща Катовиці             | 20 — 23 квітня 2013                | $12 000                              |
| 3     | WePlay DotA 2 League                             | online                      | 16 березня — 14 травня 2013        | $1 200                               |
| 1     | TECHLABS Cup BY 2013                             | Білорусь Мінськ             | 19 — 23 травня 2013                | $3 500                               |
| 1     | Alienware Cup                                    | online                      | 16 червня — 10 липня 2013          | $25 000                              |
| 1     | EG RaidCall D2L S3                               | Іспанія Валенсія            | 20 травня — 19 липня 2013          | $5 000                               |
| 1     | The Defense 4                                    | online                      | 5 червня — 25 липня 2013           | $12 000                              |
| 2     | The International 2013                           | США Сіетл                   | 3 — 11 серпня 2013                 | $632 364                             |
| 1     | StarLadder StarSeries Season VII                 | Україна Київ                | 10 — 13 жовтня 2013                | $12 000                              |
| 1     | WePlay DotA 2 League Season 2                    | online                      | 11 вересня — 10 листопада 2013     | $13 000                              |
| 1     | TECHLABS Cup Grand Final 2013                    | Росія Москва                | 16 — 17 листопада 2013             | $12 500                              |
| -4    | MLG Columbus                                     | США Колумбус                | 22 — 24 листопада 2013             | $13 689                              |
| 1     | ASUS ROG DreamLeague (DreamHack Winter 2013)     | Швеція Єнчепінг             | 4 листопада — 1 грудня 2013        | $25 000                              |
| -4    | RaidCall EMS One: Season 3                       | Польща Тыхы                 | 7 — 9 грудня 2013                  | $4 000                               |
| 2014  |                                                  |                             |                                    |                                      |
| 1     | SLTV StarSeries VIII                             | Україна Київ                | 17 — 19 січня 2014                 | $61 700                              |
| 2     | The XMG Captains Draft Invitational              | online                      | 17 лютого — 1 квітня 2014          | $9 650                               |
| 1     | DotA 2 Champions League Season 2                 | online                      | 9 лютого — 15 квітня 2014          | $61 500                              |
| 2     | D2L Western Challenge                            | online                      | 1 квітня — 25 червня 2014          | $15 000                              |
| 2     | Battle Arena                                     | online                      | 25 — 26 серпня 2014                | $5 000                               |
| 2     | GameShow Dota2 League S1 — DreamHack Moscow 2014 | Москва                      | 12 — 13 вересня 2014               | $10 000                              |
| 2     | Excellent Moscow Cup #2                          | Москва                      | 26 серпня — 31 жовтня 2014         | $15 000                              |
| 1     | DotA 2 Champions League 4                        | Румунія Бухарест            | 31 жовтня — 2 листопада 2014       | $38 198                              |
| 2015  |                                                  |                             |                                    |                                      |
| 2     | DreamLeague 3                                    | Швеція Єнчепінг             | 28 березня — 15 червня 2015        | $36 628                              |
| 2     | BTS Europe #1                                    | online                      | 21 — 29 грудня 2015                | $3 000                               |
| -4    | DotA 2 Pit League Season 4                       | Сплит                       | 19 — 20 березня 2016               | $25 386                              |
| 2     | StarLadder i-League Invitational                 | Україна Київ                | 14 — 17 квітня 2016                | $20 000                              |
| 2     | DreamLeague 5                                    | Швеція Стокгольм            | 21 — 22 май 2016                   | $25 000                              |
| 2     | ESL One Frankfurt 2016                           | Німеччина Франкфурт         | 17 — 20 червня 2016                | $63 000                              |
| 1     | StarLadder i-League Season 2                     | США Лос-Анджелес            | 22 — 25 липня 2016                 | $135 000                             |
| 2017  |                                                  |                             |                                    |                                      |
| 2     | Midas Mode                                       | online                      | 18 — 27 листопада 2017             | $7 500                               |
| 1     | Adrenaline Cyber League 2017                     | Росія Москва                | 21 — 22 листопада 2017             | $65 000                              |
| -4    | Mars Dota 2 League Macau                         | КНР Макао                   | 8 — 10 грудня 2017                 | $30 000                              |
| 2018  |                                                  |                             |                                    |                                      |
| -4    | GESC: Indonesia Minor                            | Індонезія Джакарта          | 15 — 18 березня 2018               | $35 000                              |
| -4    | Autumn Brawl                                     | online                      | 6 — 14 жовтня 2018                 | $4 500                               |
| 2     | DreamLeague Season 10                            | Швеція Стокгольм            | 29 жовтня — 11 листопада 2018      | $70 000                              |
| 2     | MegaFon Winter Clash                             | Росія Москва                | 7 — 9 грудня 2018                  | $75 000                              |
| 2019  |                                                  |                             |                                    |                                      |
| 3     | WePlay! Dota 2 Valentine Madness                 | online                      | 10 — 16 лютого 2019                | $10 000                              |
| 3     | ESL One Mumbai                                   | Індія Мумбаї                | 16 — 21 квітня 2019                | $35 000                              |
| 3     | Adrenaline Cyber League                          | Росія Москва                | 25 — 26 травня 2019                | $5 000                               |
| 1     | WePlay! Reshuffle Madness 2019                   | online                      | 21 — 28 вересня 2019               | $10 000                              |
| 2020  |                                                  |                             |                                    |                                      |
| 2     | Gamers Without Borders 2020                      | online                      | 15 — 17 травня 2020 року           | $350 000 спрямовані на благодійність |
| 2     | ESL One Germany 2020                             | online                      | 5 жовтня — 1 листопада 2020        | $80 000                              |
| 1     | OGA Dota PIT Season 4: Europe/CIS                | online                      | 15 — 18 грудня 2020                | $62 535                              |

### Статистика виступів наThe International— чемпіонатах світу з Dota 2
| Рік проведення | Місто проведення | Зайняте місце | Призові    | Склад                                                                            |
| -------------- | ---------------- | ------------- | ---------- | -------------------------------------------------------------------------------- |
| 2011           | Кельн            | 1             | $1 000 000 | Україна Dendi Україна XBOCT Україна Artstyle Puppey Росія LightOfHeaven          |
| 2012           | Сіетл            | 2             | $250 000   | Україна Dendi Україна XBOCT Росія ARS-ART Puppey Росія LightOfHeaven             |
| 2013           | Сіетл            | 2             | $632 364   | Україна Dendi Україна XBOCT Україна Funn1k Puppey KuroKy                         |
| 2014           | Сіетл            | 7-8           | $518 889   | Україна Dendi Україна XBOCT Україна Funn1k Puppey KuroKy Україна Goblak (тренер) |
| 2015           | Сіетл            | 13-16         | $55 289    | Україна Dendi Україна XBOCT Україна Funn1k Україна Artstyle Росія SoNNeikO       |
| 2016           | Сіетл            | 13-16         | $103 852   | Україна Dendi Росія Ditya Ra Україна GeneRaL Україна Artstyle Росія SoNNeikO     |
| 2019           | Шанхай           | 13-16         | $514 951   | Україна Crystallize Magical Blizzy Zayac Росія SoNNeikO Україна Mag (тренер)     |

### Статистика призових місць
Зведена статистика за кількістю призових місць, зайнятих командою.
| Рік    | Місце | Місце | (3-4) місце |
| 2010   | 0     | 0     | 1           |
| 2011   | 6     | 1     | 3           |
| 2012   | 12    | 3     | 1           |
| 2013   | 11    | 1     | 4           |
| 2014   | 3     | 5     | 0           |
| 2015   | 0     | 2     | 0           |
| 2016   | 1     | 3     | 1           |
| 2017   | 1     | 1     | 1           |
| 2018   | 0     | 2     | 2           |
| 2019   | 1     | 0     | 3           |
| 2020   | 1     | 2     | 0           |
| всього | 36    | 20    | 16          |
| ------ | ----- | ----- | ----------- |